# Il pianeta dei venti
Il pianeta dei venti (Windhaven) è un romanzo di fantascienza scritto da George R. R. Martin e Lisa Tuttle. Il romanzo raccoglie tre racconti, pubblicati in edizione unica per la prima volta nel 1981. 

## Ambientazione
La vicenda è ambientata sull'immaginario Pianeta dei Venti. Gli abitanti sono i discendenti di astronauti umani che naufragarono sul pianeta sette secoli addietro. Dopo il naufragio, i sopravvissuti si diffusero sulle molte isolette che punteggiavano la superficie prevalentemente oceanica del pianeta. Come sistema di comunicazione furono costruite, a partire dalla gigantesca vela dell'astronave (utilizzata per imbrigliare i venti stellari), delle semplici ali meccaniche che permettevano ai portatori di planare per un tempo praticamente indefinito sulle sempre forti correnti ventose. Durante i secoli, in cui sul pianeta si è andata formando una società di stampo medievaleggiante, le ali vengono tramandate al proprio primogenito, così che sul pianeta si costituisce una casta di "volatori", messaggeri cosmopoliti e imparziali che guardano al volo come a un privilegio da conservare in forma dinastica.
Il romanzo racconta la vita di Maris, giovane raccoglitrice di conchiglie che viene presa come figlia adottiva da Russ, un volatore apparentemente destinato a non avere figli.

## Edizioni
- George R. R. Martin e Lisa Tuttle, Il pianeta dei venti, Mondadori, ISBN 9788804623489.